# Richard III (pjäs)
Richard III eller Kung Richard den tredje (originaltitel The Tragedy of Richard the Third) är ett krönikespel av William Shakespeare som porträtterar den engelske kungen Rikard III på ett föga smickrande vis.

## Tillkomsthistoria

### Datering
Handlingen i Richard III följer direkt på slutet av Henrik VI, del 3. Därför tror man att Richard III är skriven efter Henrik VI-pjäserna, förmodligen efter att teatrarna stängdes på grund av pesten 23 juni 1592. Liksom Titus Andronicus visar Richard III på inspiration från Seneca den yngre och det antas att Richard III kom först. Det stora antalet roller är konstruerade så att de kan dubbleras av ett mindre villkor, vilket stöder teorin att pjäsen är skriven för turné, vilket Shakespeares trupp gav sig ut på då Londonteatrarna stängdes. Sammantaget leder detta till slutsatsen att pjäsen är skriven 1592 eller 1593.

### Pjäsens källor
Ursprunget till Richards genomonda karaktär härrör från Thomas Mores History of King Richard III från 1543, men det är osäkert om detta varit en förstahandskälla för Shakespeare. Thomas Mores skildring var nämligen källa för både Raphael Holinsheds Chronicles of England, Scottland, and Ireland, som utkom första gången 1578 och trycktes på nytt 1585 samt Edward Halls The Union of the Two Illustrious Families of Lancaster and York som utkom 1548, som man vet varit källor åt Shakespeare. Historien har även skildrats av Richard Grafton i Chronicle at Large (1568-69).
Det finns flera korrespondenser mellan Shakespeares Richard III och den anonyma pjäsen The True Tragedy of Richard III från 1594 som det bara finns fragment kvar av, men med tanke på dateringen av Richard III är det mest troligt att Shakespeare påverkat den anonyme författaren.
Man har funnit två paralleller med samlingen  A Mirror for Magistrates från 1555. Paralleller till Clarence dröm finns förutom i Mirror for Magistrates även i Edmund Spensers The Fairie Queen (tryckt 1590) och Thomas Kyds The Spanish Tragedy.
En inspirationskälla har varit Senecas tragedier, särskilt Troades där han funnit inspiration till hertiginnan av York och de klagande kvinnorna samt Hercules furens som fanns i en engelsk översättning från 1561, där han tycks ha fått uppslaget till Richards förförelse av Lady Anne. Man kan inte heller utesluta påverkan från Octavia, Medea eller Hippolytus.
Greppet med att den onde hjälten får presentera sig med en inledande monolog användes först av Christopher Marlowe i The Jew of Malta uppförd 1592. Inspiration till Richards ondska kan också ha hämtats från Marlowes Tamberlaine från 1587 eller 1588.
Niccolò Machiavellis Fursten från 1532 diskuterades flitigt under den elisabetanska epoken och man ansåg att Machiavelli personifierade ondskan. Av detta finns det flera spår i Shakespeares karakterisering av Richard.

### Tryckningar och text
Richard III anmäldes till boktryckarskråets (the Stationers Company) register av Andrew Wise 20 oktober 1597 med titeln The tragedie of kinge Richard the Third with the death of the duke of Clarence och trycktes av Valentine Simmes i en första kvartoupplaga i december samma år med titeln The tragedy of King Richard the third. Containing, his treacherous plots against his brother Clarence: the pittiefull murther of his innocent nephewes: his tyrannicall usurpation: with the whole course of his detested life, and most deserved death. Man tror att denna version grundar sig på minnet hos en eller ett par skådespelare som spelat pjäsen, förmodligen Shakespeares trupp Lord Chamberlain's Men efter att dessa lämnade London för en landsortsturné sommaren 1597. Sedan trycktes pjäsen i ytterligare fem kvartoupplagor: 1592 (tryckt av Thomas Creede och publicerad av Andrew Wise), 1603 (tryckt av Creede och publicerad av Wise), 1605 (tryckt av Creede och publicerad av Matthew Lawe), 1612 (tryckt av Creede och publicerad av Lawe) och 1622 (tryckt av Thomas Purfoot och publicerad av Lawe).
Därefter trycktes pjäsen i First Folio 1623, samlingen av nästan alla Shakespeares pjäser (37 av dem, två saknas) som sammanställdes av Shakespeares skådespelarkollegor John Heminges och Henry Condell och publicerades av Edward Blount och Isaac Jaggard. Denna version är 230 rader längre än kvartoupplagorna och kräver en större ensemble. Man tror att ursprunget är en skrivares kopia av Shakespeares manuskript. Flera detaljer är dock beroende av korrigeringar med stöd i en eller annan av kvartoupplagorna. Den så kallade klockdialogen i fjärde aktens andra scen saknas, tillsammans med sammanlagt 40 rader. Retoriken är mer tillspetsad i folioversionen, men det finns även spår av att texten anpassats till the Act to Restrain the Abuses av Players, en lag från 1606 som förbjöd religiöst utmanande yttranden från scenen. Den första kvarton och folioversionen skiljer sig åt på mer än 2 000 punkter.

## Handling
I öppningsscenen möter man hertigen av Gloucester, den blivande kung Richard III. Han ger en omedelbar karakteristik av sin natur: "Jag har mig föresatt att bli en skurk. Och hata dessa dagars usla nöjen." Pjäsen skildrar Gloucesters blodiga väg till kungakronan och slutstriderna i rosornas krig mellan ätterna Lancaster och York. Gloucester tillhör huset York men det gör även de flesta av hans offer.
När pjäsen börjar har Gloucesters bror just krönts till kung Edvard IV. Den avsatte kungen Henrik VI har mördats i Towern av Gloucester och den tredje brodern Clarence. Tidigare har Henriks ende son, som också hette Edvard, dödats av Gloucester i slaget vid Tewkesbury. Kung Edvard fängslar sin bror Clarence i Towern där han senare mördas på order av Gloucester eftersom han står före i tronföljden. För att komma närmare tronen friar Gloucester till lady Anne, änka efter prins Edvard, den son till Henrik VI som Gloucester dödade i strid. Förutom att Gloucester alltså mördat hennes svärfar, Henrik VI, så hade han även dödat hennes far i slaget vid Barnet. Trots alla dessa illgärningar går Anne med på bröllopet. Genast avslöjar Gloucester för publiken att han kommer att göra sig av med henne så fort hon tjänat sitt syfte.
Snart härefter är kung Edvard IV döende och på dödsbädden utnämner han Gloucester till lordprotektor över sina båda söner, prinsarna Edvard och Rikard. När prins Edvard anländer till London i följe av släktingar till sin mor för att krönas, låter Gloucester fängsla släktingarna. Gloucester startar tillsammans med sin kusin Buckingham en kampanj för att vinna förtroende, han spelar from och ödmjuk. Tillsammans sprider Gloucester och Buckingham ut ett rykte att den unge kung Edvard V och hans bror prins Rikard är illegitima och därför inte har någon rätt till tronen. Lorderna går med på att göra Gloucester till kung om han lovar att skona Edvards och Rikards liv. För deras beskydd placeras de i Towern, där Gloucester snart låter mörda dem.
Gloucester blir alltmer paranoid. När Gloucester inte ger Buckingham ett utlovat län, byter denne sida och går över till Henrik, hertig av Richmond, som återkommit från en tid i exil. Gloucesters blickar faller nu på Elisabet, Edvard IV:s änka, vars söner Gloucester alltså mördat, och han förgiftar sin hustru Anne. Han lyckas även fånga in sin forne bundsförvant Buckingham och låter avrätta honom. Gloucester möter sina fiender i slaget vid Bosworth Field. Han överges av sina allierade. Ensam på slagfältet utropar han den berömda bönen: "En häst, en häst, mitt kungarike för en häst!" Efter slaget blir Richmond kung – Henrik VII, den förste i ätten Tudor.

## Richard III som rollfigur
Shakespeares porträttering av Richard och hans skräckvälde är inte smickrande och moderna historiker anser att den är en förvrängning av den historiska sanningen. Shakespeares historiska pjäser var självklart inte avsedda att vara historiskt riktiga utan som underhållning. Precis som i Macbeth avbildas Richards skurkaktighet på ett överdrivet sätt för att erhålla så dramatisk effekt som möjligt. Många tidigare författare hade beskrivit Richard som en skurk och Shakespeare följde därmed denna tradition.
Men det är också viktigt att fråga sig varför just denne kung kom att bli en symbol för skurkaktighet under den elizabetanska eran. Kritiker har menat att denna mörka avbildning av Richard beror på att regenten, Elisabet I, var sondotter till Henrik VII av England. Och Henrik var just den lancastriske earl av Richmond, som hade besegrat den siste yorkiske kungen och grundat Tudordynastin. Shakespeares pjäs visade därför en version av Richard som den härskande familjen var intresserad av att föra fram.
I Henrik VI del tre, hade Shakespeare redan börjat att bygga upp rollfiguren Richard som en skurk, trots att han omöjligen kunnat vara inblandad i de beskrivna händelserna. Han deltar, enligt pjäsen, i slag som utspelades då han enligt historien bara var en pojke.

## Översättningar till svenska
Richard III finns i sju svenska översättningar, alla utgivna i bokform. 1848 kom Carl August Hagbergs översättning Konung Richard den tredje som ingick i Shakspere's dramatiska arbeten. Bd 5. 1923 kom Per Hallströms översättning Richard den tredje, den ingick i Shakespeares dramatiska arbeten. Krönikespel, Bd 2. 1964 var det dags för Åke Ohlmarks översättning Kung Richard den tredje i samlingsvolymen Historiska skådespel. Björn Collinders översättning Richard III gavs ut 1965. 1977 gavs Allan Bergstrands översättning Richard III ut. 1989 kom Lars Huldéns översättning Rickard III. År 2000 gjorde Ulf Peter Hallberg en översättning för Dramaten, Det blodiga parlamentet som omfattade både alla tre delarna av Henrik VI och Richard III. 2016 utkom Hallbergs översättning Richard III i samlingsvolymen Det blodiga parlamentet - fyra tragedier.

## Uppsättningar
1602 nämnde advokaten John Manningham att han sett Richard Burbage i rollen som Richard III. Den tidigast säkert dokumenterade föreställningen ägde rum på St James's Palace 16 eller 17 november 1633 framförd av the King's Men med Eliard Swanston som Richard III.
Efter Hamlet är Richard III Shakespeares längsta pjäs och spelas därför alltid nerkortad. Den första uppsättningen av Shakespeares originaltext efter hans död ägde rum 1845 på Sadler's Wells Theatre i London. Samma år satte Charles Kean upp pjäsen på Park Theatre, också i London, med bildmässig realism, vilket blev vida populärt. Föreställningen gick även på turné i USA. Under 1850- och 60-talen spelades Richard III av den polske skådespelaren Bogumil Dawison i Dresden. Mellan 1894 och 1915 spelades Richard III av Frank Benson i Stratford-upon-Avon.
En omtalad uppsättning var Leopold Jessners på Schauspielhaus Berlin 1919. I en scenografi med den berömda trappan underströks det expressionistiska ytterligare av att York och Lancaster var klädda i vitt respektive rött. 1944 spelades kungen av Laurence Olivier på Old Vic i London. 1953 regisserade Tyrone Guthrie Alec Guiness som Richard III för Ontario Stratford Festival. I Peter Halls och John Bartons The War of the Roses för Royal Shakespeare Company 1963 spelades Richard av Ian Holm och Margareta av Peggy Ashcroft. 1984 spelades Richard av en spindellik Antony Sher i Royal Shakespeare Companys uppsättning. I Michael Bogdanovs och Michael Penningtons uppsättning för English Shakespeare Company 1986 var handlingen förlagd till 1930-talet. Så var det också i Richard Eyres uppsättning på Royal National Theatre 1990 med Ian McKellen som diktator.
2011 regisserade Sam Mendes Kevin Spacey på Old Vic i London, ännu en föreställning som skickades på turné i USA. 2012 regisserade Alessandro Gassmann Richard III i Italien med sig själv i huvudrollen.

### Uppsättningar i Sverige
Konung Richard III i bearbetning av Frans Hedberg hade svensk premiär 17 december 1872 på Kungliga Dramatiska Teatern som spelade på Kungliga Mindre Teatern. Uppsättningen fick ljummen kritik. Även om Edvard Swartz i titelrollen gick omdömena isär.

#### Uppsättningar i Sverige sedan år 1900
- 1918 Richard III, Nya Intima Teatern, Stockholm, regi Einar Fröberg, med Lars Hanson
- 1931 Rickard III, Radioteatern, regi Olof Molander, med Lars Hanson
- 1947 Richard III, Kungliga Dramatiska Teatern, översättning Carl August Hagberg, regi Alf Sjöberg, med Hans Lindgren, Lars Hanson, Ulf Palme, Per Oscarsson, Holger Löwenadler, Hans Strååt, Bengt Eklund, Birgitta Valberg, Tora Teje & Jarl Kulle
- 1960 Rickard III Radioteatern, översättning Carl August Hagberg & Per Hallström, regi Börje Mellvig, med Allan Edwall, Georg Rydeberg, Tora Teje, Birgitta Valberg, Gertrud Fridh, Erland Josephson & Toivo Pawlo
- 1964 Malmö stadsteater, översättning Allan Bergstrand, regi Lennart Olsson, med Gösta Prüzelius, Folke Sundquist & Ulla Akselson
- 1970 The Hollow Crown, gästspel av Royal Shakespeare Company på Riksteatern, regi John Barton
- 1979 Richard III, Helsingborgs stadsteater, översättning Allan Bergstrand, regi Hans Polster, med Tord Peterson
- 1980 Rickard III, Dramaten, översättning Allan Bergstrand, regi Lars Göran Carlson, med Ernst-Hugo Järegård, Ulla Sjöblom, Rolf Skoglund, Aino Taube, Peter Andersson & Örjan Ramberg
- 1986 Richard III, Riksteatern, översättning Lars Huldén, regi Hans Bergström
- 1986 Richard III, Östgötateatern, översättning Lars Huldén, regi Georg Malvius, med Erik Kiviniemi
- 1987 Krymplingen & En häst! Mitt kungarike för en häst!, Radioteatern (del 8 & 9 i serien Rosornas krig), översättning Carl August Hagberg, regi Anders Carlberg, med Ingvar Hirdwall, Irma Christenson & Maj-Britt Nilsson
- 1990 Rickard III, Göteborgs stadsteater, översättning Lars Huldén, regi Stein Winge, med Göran Ragnerstam
- 1994 Richard III, Teaterensemblen i Hidevikens kalkbrott, regi Mikael Cocke
- 1994 Pistolteatern, Stockholm, översättning Lars Huldén, regi Linus Tunström, med Tomas Norström, Ola Isedal
- 1998 Rikhard III, Suomen Kansallisteatteri, gästspel på Dramaten, regi Kalle Holmberg
- 1999 Spegelteatern cid Gripsholms slott, översättning Allan Bergstrand, regi Peter Böök
- 2000 Det blodiga parlamentet (Henrik VI & Rickard III), Dramaten, översättning Ulf Peter Hallberg, regi Stein Winge, med Reine Brynolfsson & Staffan Göthe
- 2002 Richard III, Shakespeare på Gräsgården, Vadstena, översättning Lars Huldén, regi Andreas Lindal & Pontus Plænge
- 2003 Rickard III, Romateatern, Gotland, översättning Lars Huldén, regi Thomas Segerström
- 2005 Richard III, Moment:teater, Stockholm
- 2006 Rikard III, Riksteatern, regi Linus Fellbom, med Rikard Wolff
- 2007 Rickard III, Stockholms stadsteater, översättning Lars Huldén, regi Anette Norberg, med Gunilla Röör & Claire Wikholm
- 2012 Richard III, Varitéteatern Barbès & Teater Insite, Malmö, regi Pelle Öhlund
- 2012 Teaterhögskolan i Malmö, regi Birgitta Vallgårda
- 2014 Rickard III, Dramaten, översättning Lars Huldén, regi Stefan Larsson, med Jonas Karlsson, Björn Granath, Rebecka Hemse, Ingela Olsson & Torkel Petersson
- 2014 Rickard III, Tur-teatern, Stockholm, översättning Lars Huldén, regi Anna Wadström
- 2016 Richard III, gästspel av Schaubühne am Lehniner Platz på Dramaten, regi Thomas Ostermeier
- 2016 Rikard III, Riksteatern, översättning Lars Huldén, regi Björn Granath, med Özz Nûjen
- 2024 Richard III (clownmaskteater), Norrbottensteatern, översättning Lars Huldén, regi Claes Åström

## Filmatiseringar (urval)
Det har gjorts många filmatiseringar av Richard III.
- 1912 regi André Calmettes & James Keane, med Frederick Warde
- 1955 Richard III, regi Laurence Olivier, med Laurence Olivier & John Gielgud
- 1995 Richard III, regi Richard Loncraine, med Ian McKellen, Robert Downey Jr., Maggie Smith, Jim Carter, Adrian Dunbar & Dominic West

Utspelar sig i ett fiktivt fascistiskt England på 1930-talet.
- 2006 regi Scott M. Anderson, med David Carradine

Utspelar sig i nutidens Beverly Hills.
- 2016 TV-film i serien The Hollow Crown, regi Dominic Cooke, med Benedict Cumberbatch, Judi Dench & Sophie Okonedo